# Roque Cinchado
El Roque Cinchado pertany al grup de los Roques de García i forma part del Parc Nacional del Teide a l'illa de Tenerife declarat el 28 de juny de l'any2007 per la UNESCO Patrimoni de la Humanitat.
El circ està parcialment ocupat per l'estratovolcà Teide-Pico Viejo i completat pels materials que ha emès a les seves diferents erupcions. Tota la composició dels Roques de García la formen unes roques amb formes capricioses, però la forma més estranya correspon al Roque, amb la base molt més fina degut a l'erosió que l'afecta més que en el seu cim.